# پنکا (نوادا)
پنکا، نوادا (به انگلیسی: Panaca, Nevada) یک سکونتگاه مسکونی در ایالات متحده آمریکا است که در شهرستان لینکلن، نوادا واقع شده‌است.

## خصوصیات
پنکا ۸٫۵ کیلومترمربع مساحت و ۹۶۳ نفر جمعیت دارد.